# Myśl Polska (dwutygodnik)
Myśl Polska – dwutygodnik polityczno-kulturalny drukowany w Warszawie od lutego 1936 do sierpnia 1939. Pismo powstało w kręgu Instytutu Wschodniego w Warszawie, z którym związany był Mieczysław Jaculewicz, redaktor naczelny oraz Włodzimierz Bączkowski, odpowiadający za jego profil polityczny. Czasopismo propagowało kwestie patriotyczne, łącząc je z ideami prometejskimi.
Do współpracowników „Myśli Polskiej” należeli m.in. Feliks Zahora-Ibiański, Józef Łobodowski, Mirosław Starost i Władysław Studnicki.